# Konstancinek
Konstancinek – dawniej samodzielna osada, obecnie nieoficjalna część miasta Konstancina-Jeziorny, w województwie mazowieckim, w powiecie piaseczyńskim. Leży w środkowej części miasta, nad lewym brzegiem Jeziorki. Należy do dzielnicy Jeziorna.
Konstancinek wykształcił się ze wsi Jeziorna Królewska jako biedna osada w związku z narodzinami letniska w sąsiednim Konstancinie po drugiej stronie rzeki, które funkcjonowało jako miejsce zatrudnienia dla mieszkańców Konstancinka, a z którym Konstancinek posiadał bezpośrednie połączenie poprzez most. 

Elitarne z założenia letnisko potrzebowało ludzi do obsługi. Na czas budowy willi ściągnęło tu wielu robotników, cieśli, murarzy, niektórzy pozostać mieli w tych stronach, jako że budujące się Skolimów i Konstancin oferowały zatrudnienie. Otwarte zaś pensjonaty, wille i restauracje wymagały pokojówek, krawcowych, kucharek, czyścicieli butów, stróżów – jednym słowem osób wykonujących zawody, które i w dzisiejszych czasach nie cieszą się prestiżem społecznym ani wysoką płacą, nie wymagają wykształcenia, lecz bez których istnienia funkcjonowanie społeczeństwa zostaje poważnie naruszone. Ludzie ci nie mogli być widoczni w elitarnym letnisku, niczym w obecnych hotelach w jakimś stopniu musieli być odizolowani od gości, którzy nie zastanawiają się kto posprzątał im pokój. Miejscem ich osadnictwa stała się nadrzeczna część Jeziorny Królewskiej, położona wzdłuż rzeki, skąd można było krótką drogą przez nasyp kolejki i most kolejowy przedostać się do letniska przed świtem i powrócić w godzinach nocnych, po zakończeniu wielogodzinnego dnia pracy.

Do 1954 Konstancinek był osadą w gminie Jeziorna w powiecie warszawskim. W 1921 roku w Konstancinku mieszkało 1455 osób, z których nikt nie miał innego źródła utrzymania niż dorywcze prace, a także rzemieślnicze. W 1924 roku wyłączono z gminy Jeziorna wraz z osadą-uzdrowiskiem Konstancinem, tworząc nową gminę Skolimów-Konstancin. 
20 października 1933 Konstancinek powrócił do gminy Jeziorna, w granicach której utworzył gromadę Konstancinek razem z kolonią Bielawka i osadą Jeziorna Oborska.
Podczas II wojny światowej w Generalnym Gubernatorstwie, w dystrykcie warszawskim. W 1943 Konstancinek był najludniejszą miejscowością gminy Jeziorna, licząc 1476 mieszkańców.
Od 1 lipca 1952 w powiecie piaseczyńskim.
W związku z reorganizacją administracji wiejskiej jesienią 1954 Konstancinek wszedł w skład nowej gromady Jeziorna Królewska, wraz z Gawrońcem, Jeziorną Fabryczną, Jeziorną Królewską, Klarysewem, parcelą Obory oraz skrawkiem miasta Skolimów-Konstancin.
1 stycznia 1956 gromadę Jeziorna Królewska przekształcono w osiedle o nazwie Jeziorna, przez co Konstancinek stał się integralną częścią Jeziorny, a w związku z nadaniem Jeziornie praw miejskich 18 lipca 1962 – częścią miasta. 1 stycznia 1969 Jeziornę połączono ze Skolimowem-Konstancinem (prawa miejskie 1962) w nowy ośrodek miejski o nazwie Konstancin-Jeziorna.
Nazwa Konstancinek wykształciła się kolokwialnie jako pogardliwe określenie miejsca osadnictwa biednych domków i czynszówek względem luksusowego Konstancina, lecz wkrótce stała się nazwą urzędową. Obecnie nazwa Konstancinek już nie funkcjonuje w powszechnym użyciu, a Konstancinek wchodzi w skład oficjalnej części miasta Jeziorny.
Nadal wyraźny jest zarys przestrzenny dawnego Konstancinka. Według dokumentów gminnych Konstancinek zaczynał się w okolicach obecnej ulicy Koziej oraz Szkolnej, przez Stawową i Zaułek, a z czasem wąskim pasem osadnictwa rozciągnął się wzdłuż rzeki na drugą stronę Warszawskiej. Pierwotny teren osady określany jest obecnie potocznie mianem Argentyna.